# Atlanta Vibe 2024
Questa voce raccoglie le informazioni riguardanti le Atlanta Vibe nelle competizioni ufficiali della stagione 2023-2024.

## Stagione
Le Atlanta Vibe partecipano alla stagione 2023-24 senza alcuna denominazione sponsorizzata.
Si classificano al primo posto nella regular season di PVF, accedendo ai play-off scudetto, dove vengono sconfitte in semifinale dalle Grand Rapids Rise.

## Organigramma societario
Area direttiva
- Presidente: Colleen Craig
- Direttore delle operazioni: Emma Schurfranz

Area tecnica
- Allenatore: Todd Dagenais
- Secondo allenatore: Brian Doyon, Sally Polhamus
- Preparatore atletico: Chip Smith

## Rosa
| N° | Nome                 | Ruolo | Data di nascita   | Nazionalità sportiva |
| -- | -------------------- | ----- | ----------------- | -------------------- |
| 1  | Leketor Member-Meneh | S     | 1º giugno 1999    | Stati Uniti          |
| 3  | Shelly Fanning       | C     | 8 gennaio 1997    | Stati Uniti          |
| 7  | Anna Lazareva        | O     | 31 gennaio 1997   | Russia               |
| 8  | Kamaile Hiapo        | L     | 5 ottobre 2000    | Stati Uniti          |
| 9  | Morgan Hentz         | L     | 27 luglio 1998    | Stati Uniti          |
| 12 | Victoria Dilfer      | P     | 26 febbraio 1999  | Stati Uniti          |
| 13 | Leah Edmond          | S     | 13 febbraio 1998  | Stati Uniti          |
| 14 | Whitney Bower        | P     | -                 | Stati Uniti          |
| 15 | Magdaléna Jehlářová  | C     | 16 gennaio 2000   | Rep. Ceca            |
| 16 | Karis Watson         | C     | 30 dicembre 1992  | Stati Uniti          |
| 17 | Alli Stumler         | S     | 16 settembre 1999 | Stati Uniti          |
| 18 | Chiamaka Nwokolo     | C     | 8 novembre 2000   | Stati Uniti          |
| 20 | Grace Cleveland      | O     | -                 | Stati Uniti          |
| 21 | Marlie Monserez      | P     | 23 novembre 1999  | Stati Uniti          |
| 22 | Yossiana Pressley    | S     | 15 aprile 1999    | Stati Uniti          |
| 23 | Kacie Evans          | S     | 17 febbraio 2001  | Stati Uniti          |
| 24 | Regan Pittman        | C     | 18 marzo 1998     | Stati Uniti          |

      Practice squad.

## Mercato
| Acquisti                               | Acquisti             | Acquisti           | Acquisti   |
| R.                                     | Nome                 | da                 | Modalità   |
| -------------------------------------- | -------------------- | ------------------ | ---------- |
| P                                      | Whitney Bower        | Brigham Young      | definitivo |
| O                                      | Grace Cleveland      | -                  | definitivo |
| P                                      | Victoria Dilfer      | Pinkin de Corozal  | definitivo |
| S                                      | Leah Edmond          | Athletes Unlimited | definitivo |
| S                                      | Kacie Evans          | Georgia            | definitivo |
| C                                      | Shelly Fanning       | Athletes Unlimited | definitivo |
| L                                      | Morgan Hentz         | Athletes Unlimited | definitivo |
| L                                      | Kamaile Hiapo        | Brigham Young      | definitivo |
| S                                      | Leketor Member-Meneh | Futura Giovani     | definitivo |
| P                                      | Marlie Monserez      | -                  | definitivo |
| C                                      | Chiamaka Nwokolo     | Pittsburgh         | definitivo |
| C                                      | Regan Pittman        | -                  | definitivo |
| S                                      | Yossiana Pressley    | Athletes Unlimited | definitivo |
| S                                      | Alli Stumler         | Athletes Unlimited | definitivo |
| C                                      | Karis Watson         | Athletes Unlimited | definitivo |
| Trasferimenti nel corso della stagione |                      |                    |            |
| C                                      | Magdaléna Jehlářová  | Washington State   | definitivo |
| O                                      | Anna Lazareva        | Beijing            | definitivo |

| Cessioni | Cessioni         | Cessioni       | Cessioni   |
| R. | Nome             | a              | Modalità   |
| --- | ---------------- | -------------- | ---------- |
| Non sono avvenuti movimenti di mercato in uscita prima dell'annata perché la società non era attiva nella stagione precedente |                  |                |            |
| Trasferimenti nel corso della stagione                                                                                        |                  |                |            |
| P | Victoria Dilfer  | Columbus Fury  | definitivo |
| C | Chiamaka Nwokolo | San Diego Mojo | definitivo |

## Risultati

### PVF

#### Regular season
| 24 gennaio 2024 CHI Health Center Omaha, Omaha    | Omaha Supernovas  | 2 - 3 | Atlanta Vibe      | 24-26, 23-25, 25-17, 25-19, 13-15 |
| 26 gennaio 2024 Addition Financial Arena, Orlando | Orlando Valkyries | 2 - 3 | Atlanta Vibe      | 25-20, 25-27, 25-27, 25-16, 12-15 |
| 1º febbraio 2024 Gas South Arena, Duluth          | Atlanta Vibe      | 3 - 0 | San Diego Mojo    | 25-17, 25-15, 25-16               |
| 9 febbraio 2024 Gas South Arena, Duluth           | Atlanta Vibe      | 1 - 3 | Grand Rapids Rise | 20-25, 25-21, 22-25, 22-25        |
| 12 febbraio 2024 Gas South Arena, Duluth          | Atlanta Vibe      | 3 - 2 | Orlando Valkyries | 25-21, 19-25, 25-21, 22-25, 17-15 |
| 18 febbraio 2024 Van Andel Arena, Grand Rapids    | Grand Rapids Rise | 3 - 2 | Atlanta Vibe      | 25-19, 25-18, 23-25, 23-25, 15-11 |
| 29 febbraio 2024 Gas South Arena, Duluth          | Atlanta Vibe      | 0 - 3 | Omaha Supernovas  | 22-25, 20-25, 22-25               |
| 2 marzo 2024 Viejas Arena, San Diego              | San Diego Mojo    | 0 - 3 | Atlanta Vibe      | 24-26, 20-25, 23-25               |
| 4 marzo 2024 Dollar Loan Center, Henderson        | Vegas Thrill      | 0 - 3 | Atlanta Vibe      | 16-25, 18-25, 24-26               |
| 9 marzo 2024 Gas South Arena, Duluth              | Atlanta Vibe      | 3 - 1 | Vegas Thrill      | 25-16, 22-25, 25-23, 25-20        |
| 14 marzo 2024 CHI Health Center Omaha, Omaha      | Omaha Supernovas  | 1 - 3 | Atlanta Vibe      | 20-25, 25-15, 21-25, 12-25        |
| 21 marzo 2024 Gas South Arena, Duluth             | Atlanta Vibe      | 3 - 0 | Orlando Valkyries | 25-17, 25-13, 25-20               |
| 24 marzo 2024 Nationwide Arena, Columbus          | Columbus Fury     | 3 - 1 | Atlanta Vibe      | 25-22, 27-29, 25-21, 25-23        |
| 27 marzo 2024 Gas South Arena, Duluth             | Atlanta Vibe      | 3 - 0 | Columbus Fury     | 25-16, 25-15, 25-17               |
| 30 marzo 2024 Gas South Arena, Duluth             | Atlanta Vibe      | 3 - 0 | San Diego Mojo    | 25-15, 25-17, 25-21               |
| 1º aprile 2024 Van Andel Arena, Grand Rapids      | Grand Rapids Rise | 1 - 3 | Atlanta Vibe      | 23-25, 10-25, 25-18, 23-25        |
| 8 aprile 2024 Lee's Family Forum, Henderson       | Vegas Thrill      | 0 - 3 | Atlanta Vibe      | 21-25, 18-25, 23-25               |
| 10 aprile 2024 Viejas Arena, San Diego            | San Diego Mojo    | 0 - 3 | Atlanta Vibe      | 17-25, 19-25, 13-25               |
| 13 aprile 2024 Gas South Arena, Duluth            | Atlanta Vibe      | 3 - 1 | Omaha Supernovas  | 25-17, 21-25, 25-16, 25-18        |
| 16 aprile 2024 Gas South Arena, Duluth            | Atlanta Vibe      | 3 - 1 | Grand Rapids Rise | 23-25, 25-22, 25-22, 25-15        |
| 19 aprile 2024 Nationwide Arena, Columbus         | Columbus Fury     | 3 - 1 | Atlanta Vibe      | 23-25, 25-20, 25-22, 25-21        |
| 21 aprile 2024 Addition Financial Arena, Orlando  | Orlando Valkyries | 1 - 3 | Atlanta Vibe      | 22-25, 20-25, 25-23, 17-25        |
| 28 aprile 2024 Gas South Arena, Duluth            | Atlanta Vibe      | 3 - 0 | Vegas Thrill      | 25-17, 25-20, 25-20               |
| 2 maggio 2024 Gas South Arena, Duluth             | Atlanta Vibe      | 3 - 0 | Columbus Fury     | 25-21, 25-19, 25-18               |

#### Play-off scudetto
| Semifinali - 15 maggio 2024 CHI Health Center Omaha, Omaha | Atlanta Vibe | 2 - 3 | Grand Rapids Rise | 20-25, 25-19, 20-25, 25-23, 8-15 |

## Statistiche

### Statistiche di squadra
| Competizione | Punti | In casa | In casa | In casa | In trasferta | In trasferta | In trasferta | Totale | Totale | Totale |
| Competizione | Punti | G       | V       | P       | G            | V            | P            | G      | V      | P      |
| ------------ | ----- | ------- | ------- | ------- | ------------ | ------------ | ------------ | ------ | ------ | ------ |
| PVF          | 0,792 | 12      | 10      | 2       | 12           | 9            | 3            | 25     | 19     | 6      |
| Totale       | -     | 12      | 10      | 2       | 12           | 9            | 3            | 25     | 19     | 6      |

### Statistiche dei giocatori
| Giocatrice      | PVF | PVF | PVF | PVF | PVF | Totale | Totale | Totale | Totale | Totale |
| Giocatrice      | P   | PT  | AV  | MV  | BV  | P      | PT     | AV     | MV     | BV     |
| --------------- | --- | --- | --- | --- | --- | ------ | ------ | ------ | ------ | ------ |
| W. Bower        | 11  | 1   | 0   | 0   | 1   | 11     | 1      | 0      | 0      | 1      |
| G. Cleveland    | 11  | 71  | 53  | 15  | 3   | 11     | 71     | 53     | 15     | 3      |
| V. Dilfer       | 7   | 12  | 6   | 5   | 1   | 7      | 12     | 6      | 5      | 1      |
| L. Edmond       | 25  | 453 | 394 | 47  | 12  | 25     | 453    | 394    | 47     | 12     |
| K. Evans        | 11  | 2   | 0   | 0   | 2   | 11     | 2      | 0      | 0      | 2      |
| S. Fanning      | 25  | 244 | 171 | 53  | 20  | 25     | 244    | 171    | 53     | 20     |
| M. Hentz        | 25  | 0   | 0   | 0   | 0   | 25     | 0      | 0      | 0      | 0      |
| K. Hiapo        | 21  | 4   | 0   | 0   | 4   | 21     | 4      | 0      | 0      | 4      |
| M. Jehlářová    | 20  | 164 | 107 | 49  | 8   | 20     | 164    | 107    | 49     | 8      |
| A. Lazareva     | 18  | 296 | 258 | 27  | 11  | 18     | 296    | 258    | 27     | 11     |
| L. Member-Meneh | 23  | 192 | 161 | 19  | 12  | 23     | 192    | 161    | 19     | 12     |
| M. Monserez     | 24  | 71  | 52  | 13  | 6   | 24     | 71     | 52     | 13     | 6      |
| C. Nwokolo      | 0   | 0   | 0   | 0   | 0   | 0      | 0      | 0      | 0      | 0      |
| R. Pittman      | 6   | 21  | 13  | 7   | 1   | 6      | 21     | 13     | 7      | 1      |
| Y. Pressley     | 12  | 24  | 21  | 3   | 0   | 12     | 24     | 21     | 3      | 0      |
| A. Stumler      | 19  | 64  | 52  | 8   | 4   | 19     | 64     | 52     | 8      | 4      |
| K. Watson       | 13  | 64  | 42  | 21  | 1   | 13     | 64     | 42     | 21     | 1      |

P = presenze; PT = punti totali; AV = attacchi vincenti; MV = muri vincenti; BV = battute vincenti